# Plujnîkî, Iahotîn
Plujnîkî (în ucraineană Плужники) este un sat în comuna Kapustînți din raionul Iahotîn, regiunea Kiev, Ucraina.

## Demografie
Componența lingvistică a localității Plujnîkî
     Ucraineană (99,1%)
     Alte limbi (0,9%)
Conform recensământului din 2001, majoritatea populației localității Plujnîkî era vorbitoare de ucraineană (99,1%), existând în minoritate și vorbitori de alte limbi.